# Província de Sud Yungas

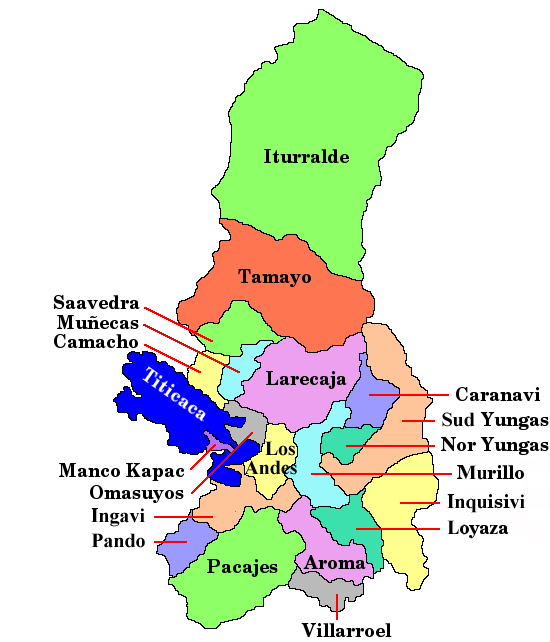
Les províncies del Departament de La Paz

La província de Sud Yungas és una de les 20 províncies del Departament de La Paz a Bolívia. La seva capital és Chulumani.